# Lenophyllum texanum
Lenophyllum texanum är en fetbladsväxtart som först beskrevs av Jared Gage Smith, och fick sitt nu gällande namn av Joseph Nelson Rose. Lenophyllum texanum ingår i släktet Lenophyllum och familjen fetbladsväxter. Inga underarter finns listade i Catalogue of Life.